# Горегляд, Алексей Адамович
Алексей Адамович Горегляд (белор. Аляксей Адамавіч Горагляд 17 [30] марта 1905, станция Новосокольники Виндавской железной дороги — 30 марта 1986, Москва) — организатор промышленности, советский государственный деятель. Герой Социалистического Труда.

## Биография
Родился в 1905 году на станции Новосокольники Великолукского уезда Псковской губернии. Русский.
В 1924 окончил Великолукский техникум путей сообщения, в 1936 МВТУ им. Баумана.

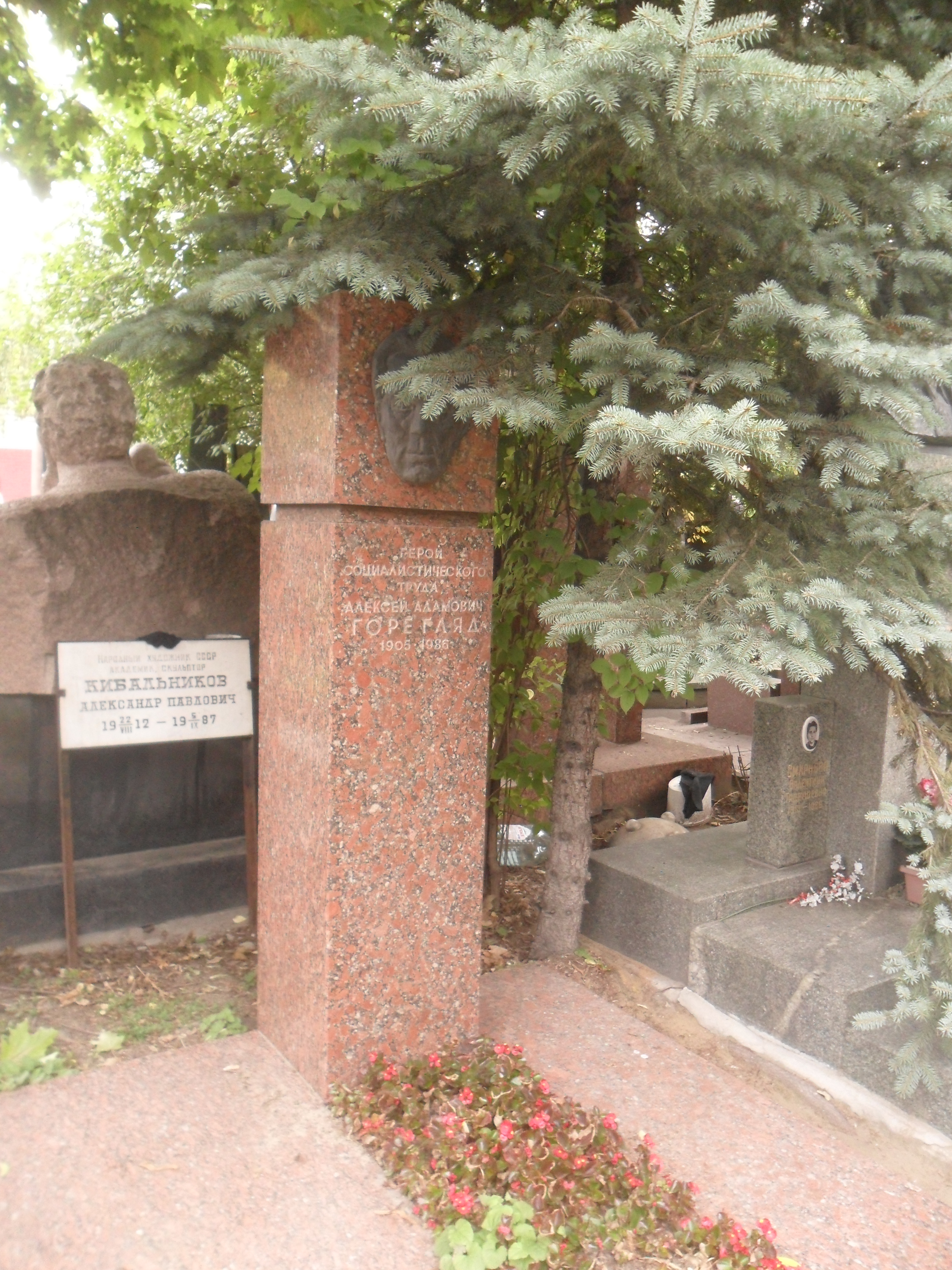
Могила Горегляда на Новодевичьем кладбище Москвы.

В 1920 рабочий на железной дороге, в 1924—1927 помощник машиниста, слесарь, бригадир, мастер в Великолукском железнодорожном депо. С 1928 на инженерных должностях. Член ВКП(б) c 1930. С 1931 заведовал отделами в ЦК Союза рабочих автотракторной и авиационной промышленности. В 1935—1938 контролёр Комитета партийного контроля при ЦК ВКП(б). С октября 1938 работал начальником Восьмого Главного управления наркомоборонпрома (танковое производство), начальником Главспецмаша, заместителем наркома среднего машиностроения. Основными направлениями деятельности А. А. Горегляда было производство нового поколения танков и дизелей к ним (танк Т-34-76 и дизель В-2).
С началом Великой Отечественной войны руководил эвакуацией заводов танковой промышленности на Урал и в Сибирь, организацией и освоением производства танков на новых местах дислокации, конвейерной и поточной сборки танков. В сентябре 1941 г. назначается заместителем наркома танковой промышленности В. А. Малышева, в 1943—1945 — первый заместитель. В период с июля по сентябрь 1942 г. в качестве дополнительного поручения был назначен уполномоченным представителем ГКО на СТЗ, а также по производству и ремонту танков в прифронтовой зоне. До февраля 1943 являлся уполномоченным представителем ГКО в г. Челябинске на ЧКЗ в период освоения серийного производства тяжёлых самоходных установок СУ-152 и разработки новых тяжёлых танков. В 1942 г. организовал в НКТП инспекцию по качеству производства бронетанковой техники. В феврале 1943 назначается начальником только что созданного Главного управления по ремонту танков (ГУРТ). Контролировал производство и ремонт танков.
- 1945—1946 — Первый заместитель министра транспортного машиностроения СССР.
- 19 марта 1946 — назначен министром судостроительной промышленности СССР.
- 10 января 1950 — снят с поста министра и понижен до директора Ленинградского судостроительного завода имени А. А. Жданова.

После смерти Сталина занимал высшие посты в различных ведомствах: заместитель министра морского и речного флота СССР (февраль—сентябрь 1954), морского флота СССР (сентяябрь 1954—май 1955), Первый заместитель председателя Государственного комитета Совета министров СССР по вопросам труда и зарплаты (1955—1959), государственного научно-экономического совета Совета министров СССР (май 1959 — ноябрь 1962), Госплана СССР (1963—1973).
Член Центральной ревизионной комиссии (ЦРК) КПСС (1966—1976). Депутат Верховного Совета СССР (1966—1974).
В августе 1973 вышел на пенсию.

## Военные звания
21 января 1945 присвоено звание генерал-майора инженерно-танковой службы, 19 апреля 1945 — генерал-лейтенанта инженерно-танковой службы.

## Награды
- Герой Социалистического Труда (1945);
- четыре ордена Ленина (08.02.1942; 24.01.1944; 16.09.1945; 29.03.1965)
- орден Октябрьской Революции (24.05.1971)
- орден Суворова II степени (19.04.1945)
- два ордена Трудового Красного Знамени (20.01.1943; 28.03.1975)
- орден Дружбы народов (29.03.1985)
- орден Красной Звезды (05.06.1942)
- медали